# Petre Ţuţea
Petre Țuțea (en rumano: [ˈpetre ˈt͡sut͡se̯a] ; 6 de octubre de 1902 - 3 de diciembre de 1991) fue un filósofo, periodista y economista rumano, miembro del Movimiento Legionario, víctima del régimen comunista en Rumanía.

## Biografía
Petre Țuțea nació en el pueblo de Boteni, región de Muscel (ahora en el condado de Argeş). Su padre, Petre Bădescu, era sacerdote Ortodoxa Rumana y su madre, Ana Țuțea, era de origen campesino. Después de la Primera Guerra Mundial, Țuțea dejó su pueblo para terminar la escuela secundaria en Cluj y luego estudió derecho en la Universidad de Cluj. Después de graduarse, obtuvo un doctorado en Derecho Administrativo, también en la Universidad de Cluj.
Petre Țuțea se mudó a Bucarest y en 1932 fundó, junto con Petre Pandrea, un periódico izquierdista, "Stânga" ("La izquierda"), que el gobierno cerró rápida y enérgicamente. Según una anécdota contada por Emil Cioran, Țuțea una vez fue a un puesto de periódicos y compró el periódico soviético Pravda pese a que no podía leer ruso, luego se lo quedó, mostrando así su aprecio por la ideología marxista. Más adelante cambiaría sus puntos de vista políticos, partiendo del marxismo y más tarde se convirtió en un devoto ortodoxo cristiano.
Țuțea era miembro de la sociedad literaria Criterio (sociedad literaria) y, como muchos otros miembros, se convirtió en simpatizante de la Guardia de Hierro, una organización ultranacionalista de derecha. Según varias entrevistas publicadas, en ese momento sintió que la democracia no habría garantizado la soberanía del pueblo rumano. También señaló que muchos intelectuales rumanos habían apoyado a los Legionarios, porque "su posición radical contra la influencia nociva del bolchevismo ruso", que consideraba "controlado por judíos" (ver Judeo- Bolchevismo). Hablando de la Guardia de Hierro, señaló que la principal diferencia entre esta organización y Fascismo o Nacionalsocialismo era su carácter cristiano declarado.
Después de la Revolución rumana, Țuțea fue reconocido por intelectuales rumanos, recibió frecuentes solicitudes de periodistas y equipos de televisión para entrevistas mientras vivía un año con un estudiante de teología, Radu Preda. Țuțea pasó el último año de su vida en un hospicio cristiano, "Christiana". Murió en Bucarest a los 89 años antes de ver alguno de sus libros publicados.

## Estudios
Luego de graduarse de la escuela primaria en Boteni, asiste a la secundaria "Dinicu Golescu" en Câmpulung Muscel entre los años 1913 y 1917. En 1917, durante la guerra, las escuelas funcionaban de forma intermitente, los profesores se movilizaron por tres años (1917 - 1920) los cuales Petre pasaría en Boteni , en casa de sus padres. En 1920, por sugerencia del aldeano y su colega, el futuro etnógrafo Ion Chelcea , se matriculó en el quinto grado de la escuela secundaria "Gh. Barit" de Cluj donde, en 1923, superando las dos últimas clases del curso superior (7º y 8º, en ese momento) en un año, se graduó del bachillerato, hizo el examen de bachillerato y en el otoño de 1923 se matriculó en la Facultad de Derecho de la Universidad de Cluj, donde obtuvo su licenciatura y doctorado en derecho con la calificación Magna cum Laudae, con una ponencia sobre litigio administrativo. (1929) .
No está claro cuando, pero en algún momento de este período Petre Ţuţea se unió a la agencia soviética llamada Partido Comunista de Rumanía (PCdR), siendo luego infiltrado en el Movimiento Legionario, pronazi.

## Vida Profesional
En 1933, Petre Ţuţea fue contratado a través de un concurso como referente en el Ministerio de Industria y Comercio (luego se convirtió en el Ministerio de Economía Nacional) donde ascendió al cargo de director de estudios, el máximo cargo que ocupaba en su carrera como economista entonces, entre de marzo de 1933 y diciembre de 1934 fue enviado a la Agencia Económica de Alemania (también como un empleado del Ministerio de Industria y Comercio y no para estudios en la Universidad Humboldt , donde fue enviado por Alexandru Vaida-Voevod). Petre Ţuţea, llamado nuevamente al Ministerio de Economía Nacional, Centro Central de Industria y Comercio, trabajó aquí hasta su arresto, el 12 de abril de 1948. Aunque tenía un doctorado en derecho, se especializó en economía, según su verdadera vocación. 
Después del 6 de septiembre de 1940, la dirección del Movimiento Legionario encomendó a Ţuţea el cargo de secretario general en el Ministerio de Economía Nacional y, en esta capacidad, formó parte de varias delegaciones que llevaron a cabo negociaciones económicas en Berlín y Moscú .
Después de la Rebelión Legionaria, fue detenido brevemente en el campo de Târgu Jiu, luego de lo cual fue liberado y reinstalado 
Después del 23 de agosto de 1944, continuó trabajando en el mismo ministerio, en la Dirección de Fomento a las Exportaciones, luego como administrativo en la Dirección de Estudios y Documentación, y finalmente en la Dirección de Acuerdos, amparado por Lucreţiu Pătrăşcanu (excolegas del PCdR) contra sucesivas depuraciones del aparato estatal de los "elementos burgueses", purgas hechas por los comunistas. Dos semanas después de la destitución de Pătrăşcanu, Ţuţea fue arrestado y, con una interrupción entre 1953 y 1956, permanecerá detenido hasta 1964.

Liberado de la detención tras la amnistía de 1964, cuatro años después, en la primavera de 1968, Petre Ţuţea recibió un "expediente personal" (en un "Informe con propuestas de advertencia de la llamada Ţuţea Petre"):
"Pero, como un bohemio, fuertemente dominado por sí mismo, no aceptó entrar en el campo de trabajo además de que no está dispuesto a" involucrarse "(¡sic!) Auto-caracterizarse como un hombre" inadaptable a la situación política y situación económica actual ""
A la edad de 66 años en 1968, Petre Ţuţea ya tenía la edad de jubilación, pero los detenidos políticos no eran reconocidos como "antiguos". También se propone aquí: "aprobar la advertencia del llamado Ţuţea Petre por nuestros cuerpos, sin escuchar ningún testigo porque su posición hostil fue señalada por varios informantes". Hasta el final de su vida vivió modestamente, en un estudio cerca del parque Cismigiu, ayudado por unos amigos que habían obtenido un poco de ayuda económica y comida de la Casa de los Escritores.

## Detención
Petre Ţuţea fue detenido el 12 de abril de 1948, estando encarcelado en el Centro de Detención de Seguridad de la calle Rahova, siendo las acusaciones que se le imputaban de espionaje a favor de los angloamericanos. De hecho, el 11 de febrero de 1948, el diplomático británico John Bennet presentó al Ministerio de Relaciones Exteriores un informe sobre la situación económica en Rumania, citando extensamente un documento escrito hace años por Petre Ţuţea, en la Oficina de Estudios del Ministerio de Industria y Comercio. (Economía Nacional), sobre las relaciones económicas rumano-alemanas del pasado, como base de comparación con las relaciones económicas rumano-soviéticas. Sospechado por la Seguridad, para "consolidar" el expediente, Ţuţea es encomendado por el secretario general del Ministerio, Simon Zeigher, para realizar un trabajo sobre la participación del capital extranjero en el desarrollo de la industria petrolera rumana, el tema es considerado muy tentador para las "oficinas de información británicas" . Como el informe requiere delegaciones a las compañías petroleras y acceso al archivo del ministerio, Ţuţea lo solicitó, con el pretexto de que Simon Zeigher solicitó su arresto inmediato. () Petre Ţuţea está siendo investigada hasta el 10 de noviembre de 1948. Los investigadores de seguridad no pueden probar ninguna violación de la ley por parte del detenido, como lo demuestra un informe de fecha 10 de diciembre de 1949, firmado por el capitán de seguridad Nicolaescu Marin. En consecuencia, se propone incluir al detenido en las disposiciones de la Orden 5/1948, categoría de medidas preventivas, destinadas a la detención de ex legionarios. () No pudiendo ser acusado, fue enviado a la prisión de Jilava , donde permaneció hasta el 23 de abril de 1949. Lo recogieron en Jilava y lo transportaron a la prisión de Ocnele Mari, sin su condición. restringido de recibir cualquier aclaración. Aquí es olvidado hasta noviembre de 1950 cuando es hospitalizado oficialmente por la decisión de la MIA no. 193/1950, por 24 meses, "por actividad legionaria", la sentencia expiraba el 29 de noviembre de 1952. Como de costumbre, fue puesto en libertad solo el año siguiente, "con un ligero retraso", solo el 29 de mayo de 1953. () Una vez en el "sistema", el régimen que necesitaba chivos expiatorios por la ineficiencia en todos los niveles, Petre Ţuţea no pudo escapar. Fue detenido nuevamente en 1956. En la "Ordenanza de inicio de proceso penal", de 20 de diciembre de 1956, redactada por el teniente Urucu Nicolae menciona:
"El llamado Petre Ţuţea está acusado de haber comenzado a participar en reuniones clandestinas con otras personas desde 1955, donde se llevaron a cabo discusiones hostiles contra el régimen de democracia popular en el RPR"
() De hecho, Petre Ţuţea fue detenido el 22 de diciembre de 1956 por el "delito de agitación", siendo posteriormente "fabricada" las "pruebas". Sin embargo, su investigación no aportó elementos incriminatorios. En consecuencia, el 4 de diciembre de 1957, el teniente comandante Blidaru Gheorghe, investigador de seguridad penal, redactó las "Conclusiones de la acusación" contra varias personas, entre ellas Petre Ţuţea, acusadas de cometer el delito pp del art. 209, punto 1 CP, mediante la modificación del art. 209, parte III del Código Penal, elaborado por el Decreto núm. 469/1957 que "desde 1948-1949 inició y organizó […] la organización subversiva de tipo fascista-legionario denominada" Partido Nacionalista ", liderada por los legionarios Ştefan Petre y Porsena Nicolae (huida hace tiempo del país), teniendo como destinado a derrocar al régimen democrático popular en el RPR mediante la violencia y establecer un régimen fascista. Aunque Ţuţea ni siquiera había conocido a los dos legionarios, se afirmó en el juicio que ya había sido designado "conspirador". como futuro jefe de Estado. 

El tribunal lo condenó, mediante Sentencia núm. 241/20 de diciembre de 1957, sobre Petre Ţuţea, "basado en el artículo 209, punto 2, letra del Código Penal, modificado por el decreto 469/57", a "10 (diez) años de prisión correccional y 5 (cinco) años de interdicción rectificación por conspiraciones contra el orden social pp del artículo 209, punto 2 letra del Código Penal, mediante la modificación de la calificación del artículo 209, punto 1 CP, modificado por el Decreto 429/57, según el artículo 292 CJM y el artículo 306 Según el artículo 25, punto 6 del Código Penal, se confisca la totalidad de los bienes muebles del condenado Ţuţea Petre, según el artículo 304 de la CJM, está obligado a pagar 500 lei en costas judiciales. Con respecto a la confiscación total de la propiedad del convicto Petre Ţuţea, el informe de "confiscación" elaborado por el alguacil Păcurariu Eneas el 26 de junio de 1958, en la casa de Petre Ţuţea de la calle 164 Ştirbey Vodă, encontró que la propiedad del convicto se limita a unos pocos libros en consecuencia, al no encontrar bienes "confiscables", tuvo que retirarse. Una vez que el mecanismo represivo estaba en su lugar, no paraba. Asciende aquí. Encarcelado en Aiud, Petre Ţuţea pasa por los rituales de "reeducación tipo Aiud", y en 1959 está involucrado en un nuevo juicio. El 14 de junio de 1959 fue acusado en prisión, junto con otros detenidos, de "formar un grupo contrarrevolucionario, discutir el pasado de la organización legionaria para mantener la moral legionaria". A pesar de que su salud se había deteriorado significativamente, cuestión reportada en un informe médico del 15 de julio de 1959, Petre Ţuţea sigue resistiendo a los investigadores, por lo que el investigador criminal, el mismo teniente Urucu Nicolae, nuevamente se ve obligado a "redactar" la acusación:
"Debido a su fanatismo legionario, el imputado Ţuţea Petre buscó permanecer en una posición de total desconfianza de su actividad delictiva, que realizó, reconociendo sólo parcialmente algunos hechos de la actividad subversiva realizada".
El 29 de septiembre de 1959 el Tribunal Supremo del Tribunal Militar de la Segunda Región Militar condenó a Ţuţea Petre a “18 años de trabajos forzados y 8 años de degradación cívica por los delitos del art. 209, punto 1, CP ”La sentencia quedó firme al rechazar la apelación, de acuerdo con la decisión núm. 540/1959 del Tribunal Supremo, Colegio Militar. Petre Ţuţea ejecutó su condena en la penitenciaría de Aiud, quedando en libertad el 1 de agosto de 1964, indultado por Decreto núm. 411/1964. Una vez liberado, estará permanentemente bajo vigilancia de las "Fuerzas de Seguridad" hasta el 22 de diciembre de 1989, posiblemente después de esa fecha.

## Obras Publicadas
Petre Ţuţea se sintió muy atraído por el periodismo, aunque nunca pudo escribir tanto como quería. Desde el momento de su doctorado, inició su actividad periodística, convirtiéndose en colaborador del Diario Nacional de la Juventud Campesina junto a Bazil Gruia. Inicialmente, cuando comenzó a afirmarse como periodista, Petre Ţuţea estaba de izquierda. Durante un tiempo colaboró con la revista Stânga, junto a Petre Pandrea . Colaboró en varias publicaciones, especialmente Cuvântul , un periódico dirigido por Nae Ionescu , donde publicó artículos sobre economía política. En el mismo período (septiembre de 1940-enero de 1941), publicó en el periódico Cuvântul una serie de artículos, como Stil estilo económico, The Legionary Negotiator, que colgará con fuerza en sus futuros archivos de investigación. Después de 1964, publicó de forma extremadamente esporádica, bajo el seudónimo de Petre Boteanu, porque tenía prohibido firmar con su propio nombre, en la revista "Familia": extractos del Teatro del Seminario, Mircea Eliade - perfil filosófico, Aristóteles y arte, y en " Vida rumana "- Un encuentro con Brâncuşi. Numerosos allanamientos en su modesta casa han dado lugar a la confiscación de numerosos manuscritos, estudios y materiales, incluida una copia del proyecto "Prometeo". Algunos manuscritos se han perdido irremediablemente. Hacia el final de su vida, Petre Ţuţea comenzó a trabajar en una "Antropología cristiana" concebida esquemáticamente en seis capítulos:
- Problemas o libro de preguntas;
- Sistemas o Libro de enteros lógicos, autónomos-matemáticos, paralelos a enteros ónticos;
- Estilos o el Libro de Unidades Históricas Culturales y Modalidades Estéticas de las Artes, o El Hombre Estético;
- Las ciencias o disciplinas del espíritu humano;
- Dogmas o la posición del espíritu en el imperio de la certeza;

Petre Ţuţea fue apodado el Sócrates de Rumanía debido a sus inquietudes filosóficas y al papel educativo que asumió a través del ejemplo personal en cualquier circunstancia, incluso en la cárcel. Debido a la prohibición de publicar, así como a las persecuciones posteriores a 1989, no pudo ver su nombre en la portada de un libro durante su vida. Posteriormente, sin embargo, sus escritos y entrevistas comenzaron a difundirse en todos los medios. Después de diciembre de 1989, alcanzó una popularidad fulminante. Recibe en su estudio a decenas de periodistas, y en el mundo cultural empieza a hablar de una nueva corriente: el tutismo. Aunque sus libros se publicaron solo después de su muerte, su talento no era el de un escritor, sino el de un orador. Así, Ţuţea se hizo famoso con una colección de palabras memorables. 

## Actividad Política

### 30s - Ţuţea el servicio se fue
El historiador Lucian Boia escribió sobre la revista "Stanga":
„Con frecuencia aparece la firma de P. Boteanu, el seudónimo de Petre Ţuţea; se afirmó como un marxista convencido que expresó su "confianza en el devenir social, tal como lo formuló el padre del socialismo moderno [...]"
Una imagen de humor fino y grotesco (si cabe) es la del joven Petre Ţuţea, a quien Cioran recuerda así (estamos en la década de 1930): "Compró Pravda - no estábamos lejos del Palacio Real -" , hizo su cruz y besó el diario. No sabía ni una palabra de ruso. Entonces, en la calle, besó el Pravda. Era un marxista entonces, un marxista místico apasionado "(p. 83). De hecho, Ţuţea confesaría más tarde, en una entrevista con Vartan Arachelian :
"Yo no era legionario, ni comunista"
La mayoría de los historiadores actuales ven los artículos de "izquierda" como una bofetada al sistema. Los dos textos citados hablan de marxismo, no de comunismo. En cuanto al estalinismo de esa época en la Unión Soviética, Petre Ţuţea es extremadamente agudo:
"El estalinismo es la definición de comunismo. Donde no hay estalinismo, a los tres meses me caigo del poder, porque no soy capaz de dar ni ... agua. ¡El comunismo solo se puede imponer con un palo, con un pelo! "
En el clima febril de búsquedas y proyectos de la década de 1930, en 1935, en el contexto de las visibles deficiencias de la democracia parlamentaria y como respuesta a la evidente crisis de la clase política en la Rumanía de entreguerras, afectada por la corrupción y la demagogia, aparece el Manifiesto de la Revolución Nacional. de la nueva generación. Publicado en forma de folleto, el Manifiesto está firmado por Sorin Pavel, Petre Ţuţea, Ioan Crăciunel, Gheorghe Tite, Nicolae Tatu y Petre Ercuţă y propone "una nueva fórmula para organizar la humanidad: el nacionalismo", pero no la anterior a la Primera Guerra Mundial, sino un tipo diferente de nacionalismo "el resultado de un camino interior, recorrido por el individuo desde sí mismo hasta la nación". También en el Manifiesto, los firmantes revisan los partidos políticos de derecha y se declaran "amigos de los grupos de derecha", aunque, en ese momento, algunos de ellos eran reconocidos como simpatizantes de la izquierda (el caso de Petre Ţuţea). 

### Petre Ţuţea y el Movimiento Legionario
A partir de 1935, Petre Ţuţea se sentirá atraído por el Movimiento Legionario . En el verano de 1935, conoció a Corneliu Zelea Codreanu en el campamento de Carmen Sylva, luego a Ion I. Moţa , Vasile Marin , etc ... () Después del establecimiento del gobierno legionario el 6 de septiembre de 1940, Petre Ţuţea se convirtió en miembro de pleno derecho: "La verdad es que, oficialmente, me convertí en miembro de la organización legionaria inmediatamente después del 6 de septiembre de 1940", dijo Ţuţea el 25 de mayo de 1957. En poco tiempo, fue nombrado, excepcionalmente, jefe nido:
"Participé en las sesiones de anidación, que realicé de acuerdo con las instrucciones del Libro del Jefe de Nido. Las reuniones se realizaron en la casa de Traian Popescu, pero no recuerdo en qué calle vivía. Pagué cuotas y participé en un viaje al bosque de Băneasa, donde se discutieron varios temas legionarios. Como jefe del nido, hice un plan de actividad en el nido en el que preveía la actividad educativa de los legionarios de mi nido y que consistía en leer en el nido la Biblia y toda la literatura legionaria, marchas ”.
Después de su liberación del Campamento Târgu Jiu, reanudó su servicio, permaneciendo todavía en la atención de Seguridad. El 31 de julio de 1943, el Grupo I del Cuerpo de Detectives fue informado mediante nota informativa de que Ţuţea estaba realizando una "actividad legionaria viva" dentro del ministerio y, como tal, ordenó la verificación de la información, concluyendo que "la nota en cuestión no está verificada". Ţuţea fue apreciada como "una persona seria, con amplios puntos de vista". Después del 23 de agosto de 1944, tuvo contactos esporádicos con miembros destacados del Movimiento Legionario. Así, según una declaración de Nicolae Pătraşcu del 30 de julio de 1957, se puso en contacto personalmente con Ţuţea en 1945 para pedirle que obtuviera que "un grupo de legionarios capturados en las montañas de Ciucaş no sean condenados a muerte", basándose en la amistad entre él y Petre Pandrea , cuñado de Lucreţiu Pătrăşcanu , entonces ministro de Justicia. 

## Últimos años
En los últimos años (después de 1989), la salud de Petre Ţuţea se había deteriorado. Pasaba la mayor parte de su tiempo en la cama, sin salir de casa. Sin embargo, tenía permanentemente a su alrededor algunos amigos de la detención, pero también estudiantes. Por el temblor de sus manos ya no podía escribir, tenía que dictar. En el otoño de 1991, Petre Tuţea fue hospitalizado en el Hospital de Filantropía. Aunque el resultado de la prueba fue bueno, continuó sufriendo de dolores de cabeza y soledad. Ante la insistencia de Dan Amedeo Lăzărescu , se unió a la PNL. Ţuţea murió el 3 de diciembre de 1991, por la mañana, estando lúcido, en una reserva del hospital "Cristiana" de Bucarest cuando fue entrevistado por un grupo de reporteros. Tenía 89 años. Sus últimas palabras fueron: "¡Señor Jesucristo, ten piedad de mí!" Lo llevan de Bucarest a su natal Boteni en un coche que transportaba zanahorias. El funeral se lleva a cabo el día de San Nicolás, haciendo el camino al lugar eterno en un carro tirado por bueyes. Los presentes en el funeral afirman que ni siquiera eran bueyes. Eran vacas. El funeral se llevó a cabo según el rito ortodoxo, y Petre Ţuţea fue enterrado en el cementerio ortodoxo de la comuna de Boteni . En una entrevista, publicada póstumamente, en "România Libera", Petre Ţuţea declaró:
"Dejé una solicitud al Sindicato de Escritores para ser enterrado en Blaj, en la Pequeña Roma de Eminescu. Pagué por el trabajo, las campanas, el lugar. Ahora, por supuesto, puedo ser enterrado en Blaj junto a la cerca, porque allí hay tierra sagrada ... Estoy conectado con Blaj a través de mi concepción panlatina de la cultura rumana ".

## Distinciones
El 7 de mayo de 1937 se le concedió la Orden "Corona de Rumanía" , con el rango de caballero, como jefe de la sección cl. III en el Ministerio de Industria y Comercio. 
El 9 de mayo de 1941 se le concedió la Orden de la "Estrella de Rumanía" en el rango de caballero. 
También fue galardonado con la Medalla "Mérito Comercial e Industrial", clase I (9 de mayo de 1940) y la Orden "Corona de Rumania" en el grado de oficial (9 de mayo de 1943).

## post mortem
Después de siete años, el estado rumano tomó una primera medida reparadora contra la memoria del gran pensador: mediante la Decisión núm. El 19 de abril de 1998, la Corte Suprema de Justicia admitió el recurso de nulidad contra la sentencia núm. 179 de 29 de septiembre de 1956 del Tribunal Militar de la Segunda Región Militar, Colegio del Fondo y de la sentencia penal núm. 540 del 21 de noviembre de 1959 de la corte suprema - el Colegio Militar, por el cual Ţuţea fue condenado a 18 años de trabajos forzados y 8 años de degradación cívica. 
Lamentablemente, la gran desgracia de Petre Ţuţea fue que encontró la libertad en 1989 hacia el final de su vida, cuando quizás los destellos de su mente no alcanzaron la altura como cuando se encontraba en su máxima forma intelectual, y las entrevistas grabadas y pseudo-entrevistas le hicieron a veces un flaco favor. Siguiendo estos enfoques, por lo demás muy benévolos, Petre Ţuţea aparece o con ideas truncadas de todo un andamiaje de pensamiento, o sin deducir ciertas ideas o afirmaciones hasta el final. Y la forma en que se editó su obra después de su muerte deja mucho que desear, y en muchos casos la forma en que se cita arruinó su imagen. Andrei Pleşu dijo en un texto: “Nada es más grosero, más inmoral, más despiadado que reducir el esplendor de tal mente a una fraseología monótona y propagandística. Nada es más mortífero que erigir una estatua de él por la mitad. Para dejar constancia de sus declaraciones sobre el "rumano absoluto" y silenciar sus enormes decepciones: "Significa que pasé trece años en la cárcel por un pueblo de idiotas" o "No me reconforta el hecho de que solo soy rumano Eminescu, Blaga, Nae y la frialdad de algunas iglesias »"